# Maxim Philippov
Maksim Filíppov, rus: Максим Филиппов, conegut habitualment com a Maxim Philippov   (Moscou, 1972) és un pianista rus.
Nascut a Moscou, Philippov va començar els estudis de piano als cinc anys i va debutar públicament als vuit. Va tenir com a professora principal de piano a na Vera Gornostàieva. Va guanyar una medalla de plata al Concurs Internacional de Piano Van Cliburn el 2001, a més del Premi Memorial Steven De Groote a la millor interpretació de música de cambra; altres premis inclouen el cinquè premi al Màster Internacional de Piano Arthur Rubinstein Concurs el 1992, Primer premi del Concurs Internacional de Piano Honens el 1996, i Cinquè Premi al Concurs Internacional de Piano de Leeds el 1993, entre altres premis en diversos concursos, inclòs el Concurs Internacional Txaikovski. Actualment forma part de la facultat del Conservatori de Moscou.